# Jim Wagstaff
James Burke Wagstaff (* 12. Juni 1936 in American Falls, Idaho; † 28. September 2010 in Idaho Falls, Idaho) war ein US-amerikanischer American-Football-Spieler und ein  Assistenztrainer. Er spielte als Defensive Back bei den Chicago Cardinals in der National Football League (NFL) und in der American Football League (AFL) bei den Buffalo Bills.

## Spielerlaufbahn
Jim Wagstaff besuchte in seiner Heimatstadt die High School. Nach seinem Schulabschluss studierte er ab 1955 an der Idaho State University und spielte dort für die Idaho State Bengals Football. Im Jahr 1958 schloss er sein Studium mit dem akademischen Grad eines Bachelor ab. Im selben Jahr wechselte er an die Utah State University und beendete sein Studium dort mit dem Master-Grad. Im Jahr 1958 wurde er von den Detroit Lions in der 21. Runde an 252. Stelle gedraftet. Wagstaff schloss allerdings erst sein Studium ab und stieß vor der Saison 1959 zu den Chicago Cardinals, musste allerdings zu Saisonbeginn aussetzen, da er sich in einem Vorbereitungsspiel eine Knieverletzung zugezogen hatte. Nach der Saison wechselte Wagstaff zu den von Buster Ramsey trainierten Buffalo Bills, die in der neugegründeten AFL angesiedelt waren. Ramsey setzte Wagstaff als Defensive Back ein. In seiner ersten Saison in Buffalo konnte er sechs Pässe des gegnerischen Quarterbacks abfangen. Damit lag er an zweiter Stelle der teaminternen Rangliste. Wagstaff beendete nach der Saison 1961 seine Spielerlaufbahn. Er war danach Lehrer für politische Bildung und Sport an verschiedenen Schulen.

## Trainerlaufbahn
James Wagstaff wurde im Jahr 1969 Assistenztrainer an der Boise State University, bevor er im Jahr 1973 die gleiche Funktion unter Trainer Chuck Knox bei den Los Angeles Rams übernahm. Die Rams waren unter Knox ein außergewöhnlich erfolgreiches Team. Von 1973 bis 1977 zog die Mannschaft regelmäßig in die Play-offs ein, ohne allerdings jemals die NFL-Meisterschaft oder den Super Bowl zu gewinnen. 1978 verließ Knox die Rams und stand fortan bei den Buffalo Bills als Trainer unter Vertrag. Wagstaff schloss sich gleichfalls dem Trainerstab der Bills an. 1980 gelang es den Bills in die Play-offs einzuziehen, die Mannschaft scheiterte aber im AFC-Divisional-Play-off-Spiel an den San Diego Chargers. Die Chargers unter Trainer Don Coryell waren dann ab dem Jahr 1981 die dritte Trainerstation von Jim Wagstaff. Auch mit seiner neuen Mannschaft konnte er sich 1981 und 1982 für die Play-offs qualifizieren. Ein Titelgewinn gelang aber auch der Mannschaft aus San Diego nicht. Nach der Saison 1986 schied Wagstaff bei den Chargers aus. Er war danach bis 1990 als Sportlehrer tätig und trainierte eine High-School-Footballmannschaft in Kenai, Alaska.

## Abseits des Spielfelds
Jim Wagstaff war verheiratet und hatte zwei Kinder. Im Jahr 1980 wurde er in die Idaho State University Sports Hall of Fame aufgenommen. Wagstaff ist auf dem Falls View Cemetery in American Falls beerdigt.

## Quelle
- Jeffrey Miller, Billy Shaw, Rockin' the Rockpile: The Buffalo Bills of the American Football League, ECW Press, 2007, ISBN 9781550227970

| Personendaten    | Personendaten                                            |
| ---------------- | -------------------------------------------------------- |
| NAME             | Wagstaff, Jim                                            |
| ALTERNATIVNAMEN  | Wagstaff, James Burke                                    |
| KURZBESCHREIBUNG | US-amerikanischer American-Football-Spieler und -Trainer |
| GEBURTSDATUM     | 12. Juni 1936                                            |
| GEBURTSORT       | American Falls, Idaho                                    |
| STERBEDATUM      | 28. September 2010                                       |
| STERBEORT        | Idaho Falls, Idaho                                       |